# 丸本凛
丸本 凛（まるもと りん、2005年4月23日 - ）は、日本の俳優・モデル・フォトグラファーである。芸能活動のマネジメントレーベルは「RM PRODUCTION」、フォトグラファーとしては写真家の丸谷嘉長氏が立ち上げたプロジェクト「ネガティブポップ」に参画している。

## 人物
- 出身校：和光高等学校
- 特技：硬式テニス（12年）

## 出演

### テレビドラマ
- キャリア～掟破りの警察署長～ 第3話（2016年10月23日、フジテレビ） - 奥田百合子（幼少期） 役
- 咲-Saki-阿知賀編 episode of side-A（2017年12月4日 - 25日、MBS / 12月6日 - 27日、TBS） - 桐田凛 役
- おいしい給食（2019年10月13日 - 12月15日、TOKYO MX） - 星野祥子 役
- ドラマスペシャル「私刑人～正義の証明」（2020年2月9日、テレビ朝日） - 龍岡美香（中学時代） 役
- GARO -VERSUS ROAD- 第9話[1]「PROLOGUE」（2020年、TOKYO MX） - 伽堂アザミ（幼少期） 役
- 青のSP―学校内警察・嶋田隆平―（2021年1月12日 - 3月16日、関西テレビ・フジテレビ） - 城岡さくら 役
- スマホラー「落ちてくる」（2021年6月配信、smash.オリジナルドラマシリーズ）
- ZIP!朝ドラマ「パパとなっちゃんのお弁当」 第2週6話（2023年1月23日 - 1月27日、日本テレビ） - 倉科良子 役[2]

### 映画
- グッバイエレジー（2017年） - 若き日の淳子 役
- はらはらなのか。（2017年） - ひな 役
- 咲-Saki-阿知賀編 episode of side-A（2018年） - 桐田凛 役
- 劇場版 おいしい給食 Final Battle（2020年） - 星野祥子 役
- ハザードランプ[3]（2022年、 公開中止 東映ビデオ）
- 少女は卒業しない（2023年[4]）  - 宮下遥 役
- ブルーを笑えるその日まで（2023年12月8日[5][6][7][8]） - 田中ユリナ 役[9]
- ＃ミトヤマネ（2023年）

### CM
- ケンタッキー お盆バーレル編（2017年）
- 任天堂 Nintendo Switch（2019年）
- 真誠 とろけるきなこ（2019年）
- ハウスグループ「まもり高める乳酸菌L-137」（2019年）
- 日本郵便 年賀はがき 愛をつづる人々編（2020年）
- ベネッセコーポレーション 進研ゼミ「聞く話す英語」篇（2020年）
- コカ・コーラ （2022年）
- 任天堂　Nintendo Switch Sports (2022年）
- アサヒグループ食品 1本満足バー「満足ラップだYO」篇（2022年4月）
- ダイキン　空気予報オープニングムービー (2022年）

### 広告
- 静岡学園中学校・高等学校 広告モデル（2019年 - 2020年）
- 中野製薬 ブランドムービー （2022年）
- 千總の振袖（2023年）
- 株式会社チヨダ 青春ムービー（新学期向けスニーカープロモーション）「青春のフォルムはここにある。」（2023年）
- Qoo10 BeReal.年末限定配信広告（2024年12月31日）

### 雑誌連載
- UTB ＋ vol.48（2019年、ワニブックス）
- BOMB 1月号（2019年、学研プラス）
- Chu→Boh vol.96（2020年、楽々出版）

### 電子書籍
- ポラリス[10]（2022年、集英社）

### ミュージックビデオ
- 谷田貝秀和「夜風」（2021年）

### ラジオ
- 狛江エフエム・コマラジ「Singing Dancing ＆ Smiling」（2024年）